# Павел Федотов
Павел Андреевич Федотов, на руски Па́вел Андре́евич Федо́тов, роден на 22. юни/4.юли 1815г.в Москва, починал на 14./26. ноември 1852г. в Санкт Петербург е руски живописец и график, един от най-ярките художници от натуралистичната школа от средата на 19.век, жанров художник, портретист, карикатурист, илюстратор. Член на Императорската художествена академия 

## Живот
Павел Федотов е роден на 22.юни/4. юли 1815г. в семейството на Андрей Илларионович Федотов, служил в армията по времето на Екатерина II и уволнил се с чин поручик и дворянско право
По-късно титулярният съветник и неговото семейство обедняват. Майката на Павел Федотов е Наталья Алексеевна Калашникова. Малкият Павел е кръстен на 3. юли в църквата на Харитон Изповедник в Огородники, Москва. В семейството има и две дъщери. 
На 11 години по волята на бащата Павел постъпва в Първи Московски кадетски корпус, където, благодарение на доброто си представяне, привлича вниманието на началниците си. 
През 1830г. е произведен в чин унтерофицер., а през 1832г. – в чин фелдфебел. В свободното си време кадет Федотов обичал да рисува. Първите му  рисунки са карикатури на другарите му, на самия него, на началството му.
През 1832г. Павел Федотов завършва курса с отличие. На 13. декември 1833г. по височайша заповед Федотов е произведен в чин прапоршчик и постъпва в лайбгвардията на Финландския полк. В този полк, който квартирувал в Санкт Петербург, Федотов служи 10 години. 3-4 години след постъпване в полка, Павел Федотов посещава вечерни курсове по рисуване в Художествената академия. През свободното си време се занимава у дома, рисува акварели и портрети с молив на своите другари, сцени от полковия живот и карикатури. Тъй като добре познава чъртите на великия княз Михаил Павлович художникът рисува негови портрети, които с охота се купували от продавачите на картини и щампи.
През февруари 1837. участвува в дългия 167 версти поход на гвардейския корпус по маршрута Пулково-Ижора-Тосно-Царско село- Гатчина-Красно село- Петербург. За участието си в този поход Федотов и другарите му получават височайша благодарност.
През лятото на 1837г. великиятъ княз, който се е завърнал след лечение от чужбина, посещава Красноселския лагер. Срещата на великия княз с войската Федотов запечатва в акварелна картина. За нея Федотов за пръв път получава служебен отпуск, също така е почетен с брилянтов пръстен.По думите на Федотов благодарение на картината „Среща в лагера на Финландския полк“ в Душата му окончателно се запечатва артистическото самолюбие. След това събитие Федотов започва картината „Освещаване на знамената в Зимния дворец, обновен след пожара“. 
Надявайки се да подобри материалното си положение Федотов представя картината на великия княз, който я показва на августейщия си брат Николай I, който заповядва да се предостави на офицера доброволното право да се уволни от военна служба и да се посвети на живопистта с парична помощ от 100 рубли асигнации на месец.
След дълъг размисъл Федотов решава да подаде оставка и на 3. януари 1844г. е уволнен с чин капитан и правото да носи военен мундир. С оскъдната пенсия от 28 рубли и 60 копейки на месец, което се равнява на 100 рубли асигнации
, художникът трябва да издържа семейството си, да наема модели, да купува материали и пособия. 

## Творчество
След напускане на армията първоначално Федотов се посвещава на баталния жанр, в който вече е имал успехи и който жанр в онова време се радва на почест и материално обезпечение.
Федотов се заселва в беден дом в покрайнините на Василевския остров, започва усърдно да се упражнява в рисуване на етюди, както у дома, така и в академични курсове. 
За да разшири кръга на  своите батални сюжети, които до тогава се ограничават до пехотата, Федотов започва да изучава скелетът и мускулатурата на конете под ръководството на професора от Художествената академия Заурвайд. От произведенията, замислени по това време, но останали само като ескизи, според приятелите на художника, най-значими били „Френски мародери в руско село през 1812г., „Вечерни забавления в казармите по случай полковия праздник“ и няколко композиции на тема „Казармен Живот“, всички изпълнени под влияние на английския художник Хогарт. 
Остроумие, тънка наблюдателност, умение да забелязва типичните чърти на Хората от различни съсловия, познание за начина им на Живот, способност да предаде характера на човека – всички тези белези на един талант показват, че истинското призвание на Павел Федотов е била жанровата живопис. 
В избора на този жанр на Федотов помага отчасти едно писмо на баснописеца Крилов, който видял няколко работи на художника и го посъветвал да се отдаде на жанровата живопис. Федотов го послушал и нарисувал, ползувайки нахвърляни рисунки в албума си, една след друга две от най-известните си маслени картини –„Свежият кавалер“,(1848), другото название на която е :“Утрото на чиновника, получил първия си кръст“ и  „Капризната невеста“ (1847), по сюжет на басня на Крилов. 
Федотов ги показва на художника Карл Брюлов, който бил във възторг. И скоро Съветът на Академията му присъжда званието „академик“ и парично възнаграждение, което му позволило да продължи рисуването на картината „Сватовството на майора“ (1848, 1851 —втория вариант). Тази картина е готова за изложбата на Академията през 1848г., където са показани и предишните две картини  –„Свежият кавалер“ и „Капризната невеста“

## Признание
През 1848г. Академията единодушно признава Федотов за член на Академията, името му става известно на широката публика, а в списанията се появяват хвалебствени статии на критиката.
За популярността на Федотов способствува и това, че почти едновременно с картината „Сватовството на майора“ става известно стихотворение, обясняващо смисъла на картината. То е съчинено от самия художник и разпространявано от него чрез ръкописни копия. 
От младостта си Федотов обичал да пише стихотворения, басни, елегии, пиеси за домашни албуми, романси, на които самъ пишелъ музиката, а докато бил офицер – също и войнишки песни.
Поезията на Федотов отстъпва значително на качеството на неговите картини, но и тя има своите достойнства. Художникът не печатал произведенията си, а само позволявал да ги преписват. Стихотворението „Рацея“ към картината „Сватовството на майора“ се счита за най-удачната му поетическа творба. 
Академическата изложба през 1848г. донесла на Павел Федотов не само почести и известност, но и подобрила донякъде материалното му положение: към пенсията му му били отпуснати още по триста рубли годишно от сумите, които императрицата давала за поощрение на ходожници. 
През февруали 1850 Федотов отива в Москва, за да помогне на роднини, изпаднали в бедствено положение. Там той организира изложба с няколко картини от петербургската си изложба и с няколко рисунки със сепия. Изложбата е посрещната с голям възторг.
Художникът се завръща в Петербург доволен, здравъ, пълен с енергия и нови надежди и се захваща за работа.
Сега той решава да внесе в своето творчество, което дотогава разобличава пошлите и тъмни страни на руския Живот, нов елемент: изобразяване на светли и радостни събития.
Важно място в творчеството на Федотов от този период заемат портретите, в които иронията  отступва място на светъл, съзерцателен лиризъм. Тук се открояват „Портрет на Надежда Павловна Жданович, по мъж Вернер, на клавесина“ (1849, Руския музей, Санкт-Петербург).

## Последни години
Независимо, че в края на четирдесетте години на 19. век художникът получава заслужено признание, той има проблеми с цензурата. Тя забранява издаването 
на произведението „Вечер вместо преферанс“ („Вечером вместо преферанса“), замислено от Федотов и неговия най-близък приятел Евстафий Бернардски , който споделял идеите на петрашевците. Забраненен е и „Илюстрованият алманах“ на Некрасов, за който Федотов прави илюстрациите. Крайностите на цензурата Федотов описва в баснята „Усърдната свиня“ и „Тарпейската скала“. 
Принципността на художника,  наред със сатиристичната окраска, която той придава на картините си, засилват още повече вниманието на цензурата, от Федотов започват да се отдръпват меценати, които по-рано го подкрепяли. 
На картината „Вдовица“ (1851, 1852 — втори вариант, Държавна Третяковска галерия“, Москва) е изобразена млада жена, постигната от голямо нещастие- загубата на любимия съпруг. 
През 1851г. по заплатена поръчка художникът се заема с рисуването на платното „Връщането на пансионерките в родителския дом“, която остава незавършена. Заменя я с друг сюжет :“Идването на 
Николай I в патриотическия институт“, която също остава нарисувана наполовина. 

## Картината „Анкор, и пак  анкор!“
Картината „Анкор, и пак  анкор!“ е последната, незавършена творба на художника. (1851—1852, Държавна Третяковска галерия, Москва). „Анкор, и пак  анкор“, както и картината „Играчи“ (1852, Музей на руското изкуство в Киев, Украина), са пълни с чувството за фаталния абсурд на битието и мисълта за безмислието на човешкото съществувание. Може да се каже, че тези картини  са предвестници на темата за абсурда в символизма. 
Грижите и разорачорованията, постоянното напрягане на ума, ръцете и очите, особено при работа вечер и нощем, оказват разрушително въздействие на здравето му. 
Влошава се зрението му, започва да страда от главоболие и прилив на кръв, състарява се. Дори в характера му настъпват промени: веселостта и общителността отстъпват място на замисленост и мълчаливост. 
През пролетта на 1852г. у художника се появяват признаци на остро психическо разстройство.Поведението му става странно, например полицията известява Академията, че са задържали човекъ, който твърди, че е художникът Павел Федотов. 
Приятелите и ръководството на Академията настаняват Федотов в една от частните петербургски лечебници за душевноболни, а царят отпуска петстотин рубли. Въпреки това болестта напредва и през есента на 1852г.  приятелите на художника постигат  преместването му в болницата „Всички скърбящи“ на Петерхофското шосе. Тук и почива големият художник на 14. (26)  ноември от плеврит, забравени от всички, освен от няколко близки другари. 
Погребан е на Смоленското православно гробище в мундира на капитан от лайб-гвардейския Финландски полк. Комитетът по цензурата забранява да се публикува в печата известието за неговата кончина. Приживе не е напечатано нито едно от литературните му произведения. Неговата поема „Поправка на обстоятелствата или Женитбата на майора“, издадена едва през 1857г. в Лайпциг, е забранена в Росия. 
През 1893 паметникът е възстановен от лайбгвардията на Финландския полк, а през 1936г. праха на на художника е пренесен в некропола на майсторите на изкуството в Александро-Невската лавра и е направен нов паметник.

## Адреси в Санкт-Петербург
1834—1844 — Николаевская набережная, 43.
1844—1849 — Васильевский остров, Средний проспект, 56.
1849 — Васильевский остров, 21-я линия, 8 (къщата не се е запазила).

## Военни звания и чинове
1830 — младши унтер-офицер
1832 — старши унтер-офицер
1832 — фелдфебел
1833 — прапорщик
1836 — подпоручик
1838 — поручик
1841 — штабс-капитан
1844 — капитан

## Значение на творчеството
Федотов се явява родоначалник на  критическия реализъм  в руската  живопис. В творчество му  преобладават две направления. 
В първото направление преобладават рисунките и ескизите създадени под силното влияние на Хогарт. Федотов  изважда на показ общочовешки слабости и недостатъци, осмива пошлите и тъмни страни на тогавашните нрави в Русия. Сюжетите на тези творби са усложнени и не дотам ясни. Основната им идея се подчертава чрез добавяне на допълнителни епизоди къмъ главната тема. Художникът утежнява композициите на картините си с различни аксесоари. Движенията на фигурите са характерни, но понякога ъгловати  и типизирани.Същото може да се каже и за лицата, чиито изражение понякога преминават в гримаса. Преобладаващият елемент на тези картини е карикатурата.
Усъвършействувайки уменията си Федотов променя и характера на творбите си. Те стават по-малко измислени.  За да изрази своите идеи художникът все по-често работи от натура, като не натоварва Природата с форми и облик, които са плод на фантазията му, а ги търси в реалния свят. При това типижите, осмислеността на техните движения, експресивността на лицата не само че не отслабват, но и даже се увеличават.
Претрупаността на композициите, разясняването на основанта идея посредством дребни детайли постепенно се заменят от простота и естественост. Самата идея, която е в основата на композицията, става по-сериозна и близка до Живота.
Така художникът, благодарение на острия си Ум, рядката наблюдателност и упоритостта си успява да преодолее слабостите от недостатъчното владеене на техниката и да постигне блестящи резултати.
За съжаление този възходящ път на развитие е прекъснат жестоко и преждевременно.
Името на Павел Федотов остава обаче в славните страници на руското изкуство. 
Той открива нова тема, дотогава не разработвана в руското изкуство, на сатиричен и реалистичен поглед към тогавашната действителност. Първи от руските художници разработва тази тема и я остава като наследство за по-нататъшните поколения.